# Große Schiefkopfschrecke

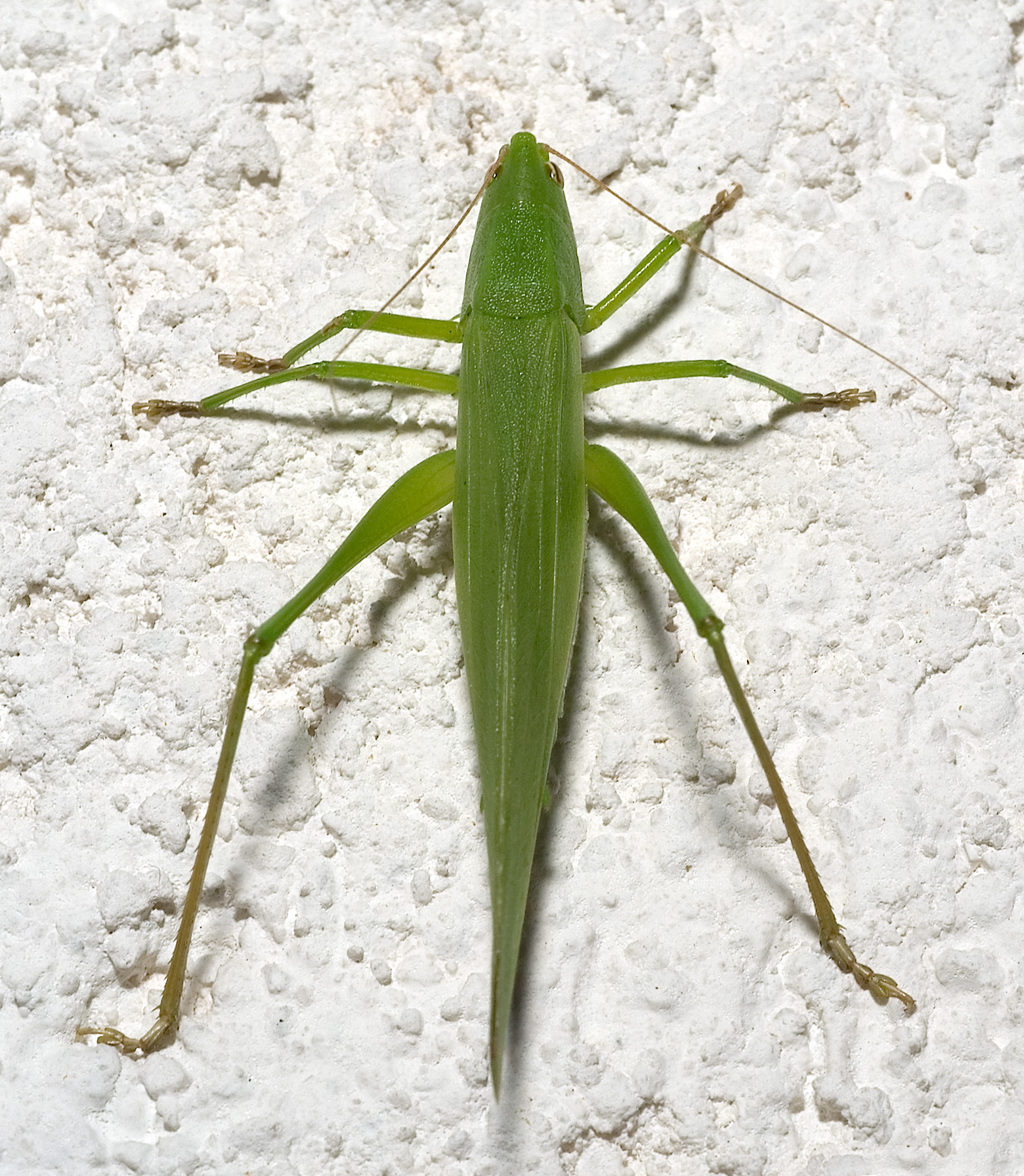
Weibchen von oben

Die Große Schiefkopfschrecke (Ruspolia nitidula) ist eine Art aus der Unterfamilie der Schwertschrecken (Conocephalinae).

## Merkmale
Die Tiere können zwischen 20 und 29 Millimetern Körperlänge erreichen und sind normalerweise komplett grün, selten findet man bräunlich oder rötlich gefärbte Exemplare. Die nahezu gerade Legeröhre (Ovipositor) der Weibchen ist fast körperlang und schließt ungefähr mit den zusammengefalteten Flügeln nach hinten hin ab. Die Cerci der Männchen haben an der Spitze je zwei nach innen gerichtete Zähne.

## Vorkommen
Die Art kommt vor allem in Südeuropa häufig vor und besiedelt langgrasigen Feuchtrasen oder Flussufer. In Deutschland wurde sie nach zwei lange zurückliegenden Einzelfunden erst 1995 am Bodensee auf einer Feuchtwiese in einem Niedermoor wiederentdeckt. Mittlerweile ist die Art im südlichen Oberschwaben, am südlichen Oberrhein und in Rheinland-Pfalz zu finden.
Die thermophile Art gilt als ausbreitungsstark und profitiert durch die aktuelle Klimaveränderung, daher ist davon auszugehen, dass sie in der nächsten Zeit ihr Areal deutlich verändern dürfte.

## Lebensweise
Die Imagines erscheinen ab August und sind dann bis in den Oktober zu finden. Der Balzgesang des Männchens umfasst ein sehr hohes und lautes Schwirren. Unregelmäßig werden zusätzlich extrem hohe, nahe dem Ultraschallbereich liegende quietschende Töne in dieses eingebaut.

## Gefährdung und Schutz
- Rote Liste BRD: 2 (stark gefährdet).[2]